# 柳博米爾卡 (多布羅韋利奇基夫卡區)
48°13′52″N 31°13′24″E / 48.23111°N 31.22333°E
柳博米爾卡（烏克蘭語：Любомирка），是烏克蘭中部的村莊，隸屬基洛夫格勒州的新烏克蘭卡區。該村始建於1847年，面積2.44平方公里，海拔高度131米，2001年人口588，人口密度每平方公里241.2人。